# أليكساندر ميغيل باروس سواريس
أليكساندر ميغيل باروس سواريس (بالبرتغالية: Alexandre Miguel Barros Soares) (1 مارس 1991 بلشبونة في البرتغال - ) هو لاعب كرة قدم برتغالي في مركز الوسط. لعب مع نادي ماريتيمو ونادي بانسيريكوس وC.S. Marítimo B ‏ وC.F. Esperança de Lagos ‏.

## وصلات خارجية
- أليكساندر ميغيل باروس سواريس على موقع قاعدة بيانات كرة القدم.إي يو (الإنجليزية)
- أليكساندر ميغيل باروس سواريس على موقع Soccerway.com (الإنجليزية)
- أليكساندر ميغيل باروس سواريس على موقع AS.com (الإسبانية)